# Hemerobius
Hemerobius is een geslacht van insecten uit de familie van de bruine gaasvliegen (Hemerobiidae).

## Soorten
- Hemerobius abditus Tjeder, 1961
- Hemerobius abdominalis Fabricius, 1775
- Hemerobius adelgivorus Kimmins, 1961
- Hemerobius albipennis Banks, 1910
- Hemerobius alpestris Banks, 1908
- Hemerobius amurensis Navás, 1929
- Hemerobius angustipennis C.-k. Yang, 1992
- Hemerobius anomalus (Monserrat, 1992)
- Hemerobius antigonus Banks, 1941
- Hemerobius apatridus Monserrat, 2001
- Hemerobius aper Tjeder, 1961
- Hemerobius aphidioides Schrank, 1781
- Hemerobius aphidivorus Schrank, 1781
- Hemerobius aquaticus Retzius, 1783
- Hemerobius atriangulus C.-k. Yang, 1987
- Hemerobius atrifrons McLachlan, 1868
- Hemerobius atrocorpus C.-k. Yang, 1997
- Hemerobius australis Walker, 1853
- Hemerobius azoricus Tjeder, 1948
- Hemerobius baguiensis Navás, 1923
- Hemerobius barkalovi Dubatolov, 1996
- Hemerobius betulinus Strøm, 1788
- Hemerobius binigripunctatus Fraser, 1957
- Hemerobius bispinus Banks, 1940
- Hemerobius bistrigatus Currie, 1904
- Hemerobius bolivari Banks, 1910
- Hemerobius canadai Navás, 1925
- Hemerobius centralis Navás, 1913
- Hemerobius ceraticus Navás, 1924
- Hemerobius cercodes Navás, 1917
- Hemerobius chiangi Banks, 1940
- Hemerobius chilensis Nakahara, 1965
- Hemerobius claggi Banks, 1937
- Hemerobius coccophagus Göszy, 1852
- Hemerobius colombianus Krüger, 1922
- Hemerobius comorensis Krüger, 1922
- Hemerobius conjunctus Fitch, 1855
- Hemerobius contumax Tjeder, 1932
- Hemerobius convexus Monserrat, 2004
- Hemerobius corticus Schrank, 1802
- Hemerobius costalis Carpenter, 1940
- Hemerobius cruciatus Linnaeus, 1768
- Hemerobius cubanus Banks, 1930
- Hemerobius cylindricus Müller, 1776
- Hemerobius darlingtoni Banks, 1938
- Hemerobius daxueshanus C.-k. Yang, 1992
- Hemerobius deceptor Navás, 1914
- Hemerobius discretus Navás, 1917
- Hemerobius disparilis Navás, 1936
- Hemerobius domingensis Banks, 1941
- Hemerobius dorsatus Banks, 1904
- Hemerobius eatoni Morton, 1906
- Hemerobius edui Monserrat, 1991
- Hemerobius elatus Navás, 1914
- Hemerobius elongatus Monserrat, 1990
- Hemerobius exceptatus Nakahara, 1965
- Hemerobius exoterus Navás, 1936
- Hemerobius falciger (Tjeder, 1963)
- Hemerobius fasciatus Fabricius, 1787
- Hemerobius fatidicus (Linnaeus, 1758)
- Hemerobius fenestratus Tjeder, 1932
- Hemerobius flaveolus (Banks, 1940)
- Hemerobius flavicans Linnaeus, 1758
- Hemerobius flavus Gmelin, 1790
- Hemerobius frontalis Hagen, 1858
- Hemerobius fujimotoi Nakahara, 1960
- Hemerobius gaitoi Monserrat, 1996
- Hemerobius gibbus Müller, 1776
- Hemerobius gilvus Stein, 1863
- Hemerobius grahami Banks, 1940
- Hemerobius greeni Banks, 1913
- Hemerobius griseus Nakahara, 1956
- Hemerobius handschini Tjeder, 1957
- Hemerobius harmandinus Navás, 1910
- Hemerobius hedini Tjeder, 1936
- Hemerobius hengduanus C.-k. Yang, 1981
- Hemerobius hernandezi Monserrat, 1996
- Hemerobius hespericus Navás, 1931
- Hemerobius hirsuticornis Monserrat & Deretsky, 1999
- Hemerobius humulinus Linnaeus, 1758
- Hemerobius hyalinus Nakahara, 1966
- Hemerobius immaculatus Olivier, 1792
- Hemerobius incursus Banks, 1931
- Hemerobius indicus Kimmins, 1938
- Hemerobius inversus Navás, 1927
- Hemerobius jamaicensis Panzer, 1785
- Hemerobius japonicus Nakahara, 1915
- Hemerobius javanus Krüger, 1922
- Hemerobius jucundus Navás, 1928
- Hemerobius kobayashii Nakahara, 1956
- Hemerobius kokaneeanus Currie, 1904
- Hemerobius kutsimensis New, 1989
- Hemerobius lautus Navás, 1909
- Hemerobius lii C.-k. Yang, 1981
- Hemerobius longialatus C.-k. Yang, 1987
- Hemerobius longicornis Müller, 1776
- Hemerobius lutescens Fabricius, 1793
- Hemerobius madeirae Tjeder, 1940
- Hemerobius marginalis Linnaeus, 1758
- Hemerobius marginatus Stephens, 1836
- Hemerobius martinezae Monserrat, 1996
- Hemerobius maxillosus Lichtenstein, 1796
- Hemerobius melanostictos Gmelin, 1790
- Hemerobius merdiger Ratzeburg, 1844
- Hemerobius micans Olivier, 1792
- Hemerobius montsae Monserrat, 1996
- Hemerobius morobensis New, 1989
- Hemerobius nairobicus Navás, 1910
- Hemerobius namjagbarwanus C.-k. Yang et al in Huang et al., 1988
- Hemerobius natalensis Tjeder, 1961
- Hemerobius nekoi Monserrat, 1996
- Hemerobius nemoralis Müller, 1764
- Hemerobius nemorensis Kimmins, 1952
- Hemerobius niger Uddman, 1790
- Hemerobius nigrans Carpenter, 1940
- Hemerobius nigricornis Nakahara, 1915
- Hemerobius nigridorsus Monserrat, 1996
- Hemerobius nigrostigma Monserrat, 1990
- Hemerobius nitidulus Fabricius, 1777
- Hemerobius obscurus Müller, 1764
- Hemerobius ovalis Carpenter, 1940
- Hemerobius pacificus Banks, 1897
- Hemerobius pallens Rambur, 1842
- Hemerobius pallidus Uddman, 1790
- Hemerobius pallipes Olivier, 1792
- Hemerobius paruulus Müller, 1764
- Hemerobius parvulus (Rambur, 1842)
- Hemerobius pedicularius Linnaeus, 1758
- Hemerobius pehlkeanus (Krüger, 1922)
- Hemerobius pennii Monserrat, 1996
- Hemerobius perelegans Stephens, 1836
- Hemerobius phaleratus (Schneider, 1847)
- Hemerobius picicornis Fabricius, 1793
- Hemerobius pini Stephens, 1836
- Hemerobius pinidumus Fitch, 1855
- Hemerobius poppii Esben-Petersen, 1921
- Hemerobius productus (Tjeder, 1961)
- Hemerobius pulchellus von Block in Becker, 1799
- Hemerobius punctatus Turton, 1802
- Hemerobius pusillus Müller, 1776
- Hemerobius quadripunctatus Fabricius, 1787
- Hemerobius radialis Nakahara, 1956
- Hemerobius raphidioides de Villers, 1789
- Hemerobius reconditus Navás, 1914
- Hemerobius ricarti Navás, 1925
- Hemerobius rizali Banks, 1920
- Hemerobius rudebecki Tjeder, 1961
- Hemerobius rufescens Göszy, 1852
- Hemerobius rufus de Villers, 1789
- Hemerobius schedli Hölzel, 1970
- Hemerobius semblinus Schrank, 1802
- Hemerobius sexpunctatus Linnaeus, 1758
- Hemerobius shibakawae Nakahara, 1915
- Hemerobius signatus Krüger, 1922
- Hemerobius simulans Walker, 1853
- Hemerobius solanensis Ghosh, 1976
- Hemerobius solidarius Monserrat, 1996
- Hemerobius spinellus Lichtenstein, 1796
- Hemerobius spodipennis C.-k. Yang, 1987
- Hemerobius stenopterus Monserrat, 1996
- Hemerobius stigma Stephens, 1836
- Hemerobius striatulus Fabricius, 1775
- Hemerobius striatus Nakahara, 1915
- Hemerobius subacutus (Nakahara, 1966)
- Hemerobius subfalcatus Nakahara, 1960
- Hemerobius subtriangulus C.-k. Yang, 1987
- Hemerobius sumatranus Navás, 1926
- Hemerobius tagalicus Banks, 1920
- Hemerobius tateyamai Nakahara, 1960
- Hemerobius ternarius C.-k. Yang, 1987
- Hemerobius testaceus Linnaeus, 1758
- Hemerobius tibialis Navás, 1917
- Hemerobius tolimensis Banks, 1910
- Hemerobius triangularis McLachlan in Fedchenko, 1875
- Hemerobius trifasciatus Müller, 1776
- Hemerobius tristriatus Kuwayama, 1954
- Hemerobius vagans Banks, 1937
- Hemerobius varius de Villers, 1789
- Hemerobius versicolor Gmelin, 1790
- Hemerobius vnipunctatus Müller, 1764
- Hemerobius withycombei (Kimmins, 1928)
- Hemerobius zernyi Esben-Petersen, 1935